# Saint-Dizier-en-Diois
Saint-Dizier-en-Diois är en kommun i departementet Drôme i regionen Auvergne-Rhône-Alpes i sydöstra Frankrike. Kommunen ligger i kantonen La Motte-Chalancon som tillhör arrondissementet Die. År 2022 hade Saint-Dizier-en-Diois 46 invånare.

## Befolkningsutveckling
Antalet invånare i kommunen Saint-Dizier-en-Diois
Referens:INSEE